# Hoyerhagen
Hoyerhagen è un comune di 1.063 abitanti della Bassa Sassonia, in Germania.
Appartiene al circondario (Landkreis) di Nienburg (Weser) (targa NI) ed è parte della comunità amministrativa (Samtgemeinde) di Grafschaft Hoya.